# 布赖恩·巴特沃思
布赖恩·巴特沃思（1944年1月3日—）是一位英国認知心理學家，毕业于牛津大學墨頓學院，伦敦大学学院荣誉退休教授，主要科普作品有《数学脑》（The Mathematical Brain）等。